# Макдафф, Джек (кёрлингист)
Джон Алекса́ндр «Джек» Макда́фф (англ. John Alexander "Jack" MacDuff; род. 16 февраля 1950, Галифакс) — канадский кёрлингист.
В составе мужской сборной Канады участник чемпионата мира 1976 (заняли девятое место — по состоянию на 2022 год худший результат мужской сборной Канады на чемпионатах мира). Чемпион Канады среди мужчин (1976) (первая победа команды провинции Ньюфаундленд на национальном мужском чемпионате по кёрлингу).
Играл на позиции четвёртого. Был скипом команды.

## Достижения
- Чемпионат Канады по кёрлингу среди мужчин: золото (1976).
- Команда «всех звёзд» (англ. All Star Team) мужского чемпионата Канады: 1976[3].

## Команды
| Сезон   | Четвёртый    | Третий          | Второй     | Первый       | Турниры                     |
| ------- | ------------ | --------------- | ---------- | ------------ | --------------------------- |
| 1971—72 | Fred Durant  | Джек Макдафф    | Bob Rowe   | Carl Strong  | ЧК 1972 (9 место)           |
| 1975—76 | Джек Макдафф | Тоби Макдональд | Даг Хадсон | Кен Темплтон | ЧК 1976 · ЧМ 1976 (9 место) |

(скипы выделены полужирным шрифтом)